# 王謙 (侍郎)
王謙（？—？），明朝政治人物。
洪武年间，官至禮科給事中，洪武三十年，任通政使司左通政。次年，改任吏部左侍郎。